# Federico III de Brandeburgo-Bayreuth

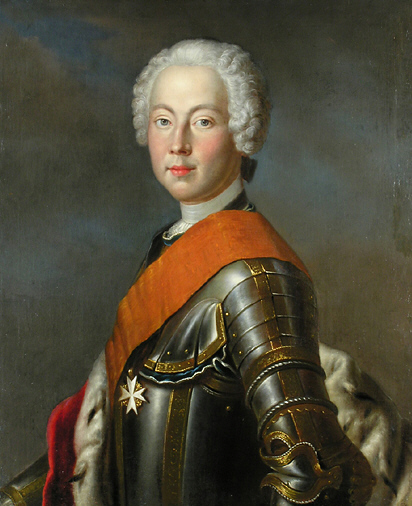
Federico III, Margrave de Brandeburgo-Bayreuth. Cuadro de Georg Lisiewski.

Federico Alejandro, margrave de Brandeburgo-Bayreuth (Weferlingen, Magdeburgo, 10 de mayo de 1711-Bayreuth, 26 de febrero de 1763) fue un noble alemán, miembro de la familia Hohenzollern y Margrave de Brandeburgo-Bayreuth.

## Biografía
Era el hijo mayor de Jorge Federico Carlos, margrave de Brandeburgo-Bayreuth-Kulmbach y su esposa Dorotea de Schleswig-Holstein-Sonderburg-Beck.
Nacido en la rama menor de la casa de Brandeburgo-Bayreuth, el destino de Federico cambió en 1726, cuando su padre heredó el Principado de Bayreuth después de una larga disputa con el Reino de Prusia sobre sus derechos de sucesión. A los dieciséis años de edad, Federico era el margrave heredero de Bayreuth. En 1735, al morir su padre, se convirtió en el nuevo Margrave de Brandeburgo-Bayreuth.
Federico III tenía la reputación de ser un monarca ilustrado. En Bayreuth, era conocido como "el Amado". En su residencia de Bayreuth, impulsó las ciencias y las artes y numerosos edificios de propiedad. Federico recibió una buena educación y estudió ocho años en la Universidad de Ginebra. Sin embargo, Federico no estaba preparado para sus tareas como un soberano, debido a que su padre y sus ministros le habían excluido completamente de todos los asuntos de gobierno.
Su esposa, Guillermina de Prusia, con su fuerte personalidad, trató de influir en el débil e inestable Federico en favor de Prusia, su tierra natal, pero no fue capaz de superar la influencia de sus ministros. Su esposa logró finalmente obtener más influencia, pero un joven secretario, Philipp Elrodt, fue designado para manejar los asuntos financieros y su posición equivalía a la de "primer ministro". En este papel, Philipp atacó la corrupción gubernamental y el amiguismo, las irregularidades descubiertas en las finanzas del margraviato, saldó las viejas deudas e identificó nuevas fuentes de ingresos. Como resultado de esta reforma fiscal, Federico fue capaz de aumentar la asignación de Guillermina, quien compró una residencia de verano llamada Eremitage.
El culto margrave mostró su aprecio por el arte y la ciencia fundando en el margraviato la Universidad Regional de Bayreuth en 1742, que fue trasladada un año después a Erlangen. Además, creó la Academia de las Artes de Bayreuth (en alemán: Bayreuther Kunstakademie) en 1756 y desde 1744 hasta 1748 la Ópera del Margrave (en alemán: Markgräfliches Opernhaus) como un teatro barroco ricamente nombrado en Bayreuth, así como el motivo primigenio que un siglo después acercó al compositor Richard Wagner a la ciudad de Bayreuth. También se completaron otros numerosos proyectos de construcción, incluyendo la transformación y ampliación del Eremitage existente en el nuevo Palacio Eremitage con el Templo del Sol (1749-1753) y la construcción del nuevo palacio margravial (1754) después de que el antiguo se hubiera incendiado. El nuevo edificio fue concluido después de que hubiera fallecido su primera esposa, por lo que recibió el nombre de ella.
Federico III fue nombrado Generalfeldmarschall del Círculo de Franconia, pero mantuvo a su país fuera de las controversias entre Austria y Prusia, incluso durante la Guerra de los Siete Años.

## Matrimonio e hijos
Federico se casó en Berlín, el 20 de noviembre de 1731, con Guillermina de Prusia, hermana de Federico II el Grande. Él se había prometido a la hermana menor de Guillermina, Sofía, pero el rey Federico Guillermo I decidió que su hija mayor Guillermina se casara con él en el último momento. El novio no fue consultado en esta decisión.
Desde el principio, el matrimonio fue bien. La joven pareja se gustaba el uno al otro, y Guillermina ignoró su ceceo. Aunque Guillermina no era hermosa, tenía una personalidad alegre y agradable. Ella describió a Federico como caritativo y de buen corazón, pero también un poco frívolo. De la unión nació una hija:
1. Isabel Federica Sofía (Bayreuth, 30 de agosto de 1732 - ibíd., 6 de abril de 1780). Descrita por Giacomo Casanova como la mujer más hermosa de Alemania, que se casó el 26 de septiembre de 1748 con el duque Carlos Eugenio de Wurtemberg. Después de que tuvieran una hija de corta vida, se separaron en 1756, pero nunca se divorciaron.

Federico contrajo segundas nupcias en Brunswick el 20 de septiembre de 1759, a los once meses de que falleciera su primera esposa, con la duquesa Sofía Carolina María de Brunswick-Wolfenbüttel, matrimonio que quedó sin hijos. Sin descendencia masculina, fue sucedido a su muerte por su tío, Federico Cristián de Brandeburgo-Bayreuth.
| Predecesor: Jorge Federico Carlos | Margrave de Brandeburgo-Bayreuth 1735-1763 | Sucesor: Federico Cristián |

- Datos: Q213797
- Multimedia: Frederick, Margrave of Brandenburg-Bayreuth / Q213797